# Jeffrey Arends
Jeffrey Arends (Rotterdam, 10 september 1986) is een Nederlands honkballer.

## Jeugd
Arends kwam als jeugdspeler uit voor Netunus en later voor de academyopleiding van de Rotterdamse vereniging Unicorns. In 2003 ging hij spelen voor de Tridents, het opleidingsteam voor de hoofdmacht van Neptunus. In 2002 en 2004 nam hij als lid van Jong Oranje deel aan de wereldkampioenschappen. In 2003 behaalde hij met het team de Europese titel. Hij maakte al op zestienjarige leeftijd zijn debuut in de Nederlandse Hoofdklasse bij DOOR Neptunus toen hij in mei 2003, als invaller, uitkwam als derde honkman in de wedstrijd tussen Neptunus en PSV.

## Hoofdklasse
In 2004 kwam hij als eerste honkman uit voor Neptunus doordat de eerste honkman Percy Isenia dat jaar geblesseerd was. Hij speelde 23 wedstrijden in totaal. Hij was dat jaar een van de genomineerden voor de titel Sporttalent van het Jaar en behaalde met zijn ploeg het landskampioenschap en de Europa cup 1. In 2005 kwam hij uit voor Sparta/Feyenoord als eerste honkman en haalde een slagpercentage van .264/.318/.264 met 9 runs in 38 wedstrijden. Hij was met een fieldingpercentage van .994 de beste eerste honkman van dat jaar in de hoofdklasse. In 2006 keerde hij in 2006 terug naar Neptunus waar hij dat jaar een slaggemiddelde haalde van .291/.355/.362 en eindigde na Tjerk Smeets dat jaar als tweede beste slagman van de hoofdklasse. Het jaar erna sloeg hij .309/.385/.434 en in 2008 was zijn slaggemiddelde .267/.363/.378. In dat jaar was hij met een .990 fieldingpercentage wederom de beste eerste honkman. Na jaren bij Neptunus gespeeld te hebben kwam hij in 2016 uit voor het net naar de hoofdklasse gepromoveerde Twins.

## Nederlands team
In de aanloop naar het World Port Tournament van 2009 werd Arends voor het eerst opgeroepen voor het Nederlands team. Onder leiding van bondscoach Rod Delmonico debuteerde Jeffrey Arends donderdag 2 juli 2009 in Oranje tijdens de eerste wedstrijd van Nederland op het World Port Tournament. Onder Delmonico bereikte hij met het team de finale, waarin er werd verloren van Cuba. Na een jaar afwezigheid nam Arends opnieuw met het Nederlandse Team deel aan het World Port Tournament, ditmaal werd de finale niet bereikt. Arends speelde met Oranje in 2013 voor het eerst op het Haarlemse Honkbalweek, maar werd dat jaar niet opgenomen in de selectie voor het EK in Rotterdam. 

## Overige
Arends behaalde in 2013 zijn Bachelor of Business Administration aan de Hogeschool voor Economische Studies in Rotterdam en is werkzaam als facilitair medewerker.